# NGC 296
NGC 296 (другие обозначения — UGC 562, MCG 5-3-24, ZWG 501.42, IRAS00523+3116, PGC 3260) — спиральная галактика с перемычкой (SBb) в созвездии Рыбы. Галактика открыта 12 сентября 1784 года Уильямом Гершельем из своего дома в городе Бат. С идентификацией этого объекта связана путаница, вызванная неточностью указанных Гершелем координат. В результате Ральф Коупленд указал координаты открытого им в 1872 году объекта NGC 295 ближе к реальной позиции NGC 296 чем координаты Гершеля, из-за чего NGC 296 стали отождествлять с NGC 295, однако впоследствии выяснилось, что описание Гершеля совпадает с видом открытой им галактики (с учётом необходимости корректировки координат), а описанию Коупленда не соответствует никакого видимого объекта.
Этот объект входит в число перечисленных в оригинальной редакции «Нового общего каталога».